# Tre piccole note/Cento rose
Tre piccole note/Cento rose è il primo singolo di Giorgia, pubblicato nel 1960 dalla Astraphon.

## Il disco
Tre piccole note è la cover del successo francese Trois Petites Notes de Musique, dalla colonna sonora del film L'inverno ti farà tornare; l'autore del testo italiano è Pinchi.
Cento rose è anch'essa una cover, di Red Rose For A Beaue Lady, con il testo scritto dal paroliere torinese Ferdinando Tettoni.
In entrambe le canzoni Giorgia è accompagnata dal suo gruppo, I Ventenni.

## Tracce
Lato A
Testi di Pinchi e Henry Colpi, musiche di Gerorges Delerue.
1. Tre piccole note

Lato B
Testi di Ferdinando Tettoni, musiche di Roy Brodsky e Sid Tepper.
1. Cento rose